# قبع منصور (المسيمير)

تعديل مصدري - تعديل

قبع منصور هي إحدى قرى عزلة المسيمير بمديرية المسيمير التابعة لمحافظة لحج، بلغ تعداد سكانها 63 نسمة حسب تعداد اليمن لعام 2004.